# نبردناو بیسمارک
بیسمارک (به آلمانی: Die Bismarck) اولین نبردناو از دو نبردناو کلاس بیسمارک بود که برای کریگس‌مارینه ساخته شد. این نبردناو به نام اتو فون بیسمارک، قدرت اصلی پشت اتحاد آلمان در ۱۸۷۱ نامگذاری شد، کار روی کشتی در کشتی‌سازی بلوم و ووس در هامبورگ در ژوئیهٔ ۱۹۳۶ شروع شد و دو و نیم سال بعد در فوریهٔ ۱۹۳۹ به آب انداخته شد. کار ساخت در اوت ۱۹۴۰ به پایان رسید، که وارد خدمت در ناوگان آلمان شد. بیسمارک و کشتی خواهرش تیرپیتس بزرگ‌ترین نبردناوهایی بودند که تا آن موقع توسط آلمان ساخته شده بودند و دو تا از بزرگ‌ترین کشتی‌های ساخته شده توسط قدرت‌های اروپایی بودند.
طی هشت ماه دوران خدمتش به فرماندهی افسر فرمانده‌اش کاپیتان ارنست لیندمان، بیسمارک فقط در یک مأموریت تهاجمی در مه ۱۹۴۱ با نام رمز راینوبونگ شرکت کرد. کشتی به همراه ناو سنگین پرینتس اویگن (Prinz Eugen)، باید به اقیانوس اطلس وارد می‌شدند تا بتوانند به خطوط کشتی‌رانی متفقین از آمریکای شمالی به بریتانیای کبیر حمله کنند. دو کشتی بارها در سواحل اسکاندیناوی شناسایی شدند و واحدهای نیروی دریایی بریتانیا برای سد کردن راه این دو اعزام شدند. در نبرد تنگهٔ دانمارک، بیسمارک با رزمناو اچ‌ام‌اس هود، ناو افتخارآمیز نیروی دریایی سلطنتی درگیر شد و آن را غرق کرد و نبردناو اچ‌ام‌اس پرنس آو ولز را وادار به عقب‌نشینی کرد. بیسمارک خودش سه بار مورد اصابت قرار گرفت و دچار نشت سوخت از مخزنش شد.
تخریب هود موجب تعقیبی بی‌امان توسط نیروی دریایی سلطنتی شامل ده‌ها کشتی جنگی شد. دو روز بعد، در حالی که در مسیر ایمنی نسبی فرانسه ویشی قرار داشت، بیسمارک توسط اژدرافکن‌های دوبالهٔ قدیمی فیری‌سوردفیش از ناو هواپیمابر اچ‌ام‌اس آرک رویال مورد حمله قرار گرفت، یکی از آن‌ها موفق شد که منجر به از کار افتادن سیستم سکان کشتی شود. در نبرد نهایی‌اش در صبح روز بعد، بیسمارک مورد بمباران مداوم از سوی ناوگان بریتانیا قرارگرفت و توسط خدمهٔ خود تخریب و با از دست رفتن زندگی‌های بسیار غرق شد. بیشتر کارشناسان معتقدند که آسیب نبرد در نهایت می‌توانست منجر به غرق شدن بیسمارک شود. در ژوئن ۱۹۸۹، چند سال پس از کشف لاشهٔ تایتانیک، رابرت بالارد لاشهٔ بیسمارک را نیز پیدا کرد که از آن زمان به بعد مورد بررسی‌های متعدد در کاوش‌های دیگر شده‌است.

## ساخت و مشخصات
بیسمارک در ابتدا با نام ارساتز هانوفر (جایگزین هانوفر) برای جایگزینی پیش دردنات اس‌ام‌اس هانوفر قدیمی تحت قرارداد "F" سفارش داده شد. ساخت کشتی به کشتی‌سازی بلوم و ووس در هامبورگ سپرده شد، جایی که تیر اصلی کشتی در ۱ ژوئیهٔ ۱۹۳۶ در هلگن ۹ به زمین گذاشته شد. این کشتی در تاریخ ۱۴ فوریهٔ ۱۹۳۹ به آب انداخته شد و طی مراسمی مفصل توسط دوروتی فون لونفلد نوهٔ صدراعظم اتو فون بیسمارک صاحب نام کشتی، نام‌گذاری شد. آدولف هیتلر سخنرانی مراسم نامگذاری را انجام داد. تجهیز کشتی پس از به آب‌اندازی ادامه یافت که طی آن ستون اصلی کشتی با نوع شیب‌دار کمان آتلانتیک مشابه رزم‌ناو شارن‌هورست جایگزین شد. بیسمارک در۲۴ اوت ۱۹۴۰ برای سپری کردن کارآزمایی دریایی در دریای بالتیک تحویل نیروی دریایی شد. کاپیتان ارنست لیندمان فرماندهی کشتی را در زمان تحویل به ناوگان عهده‌دار شد.

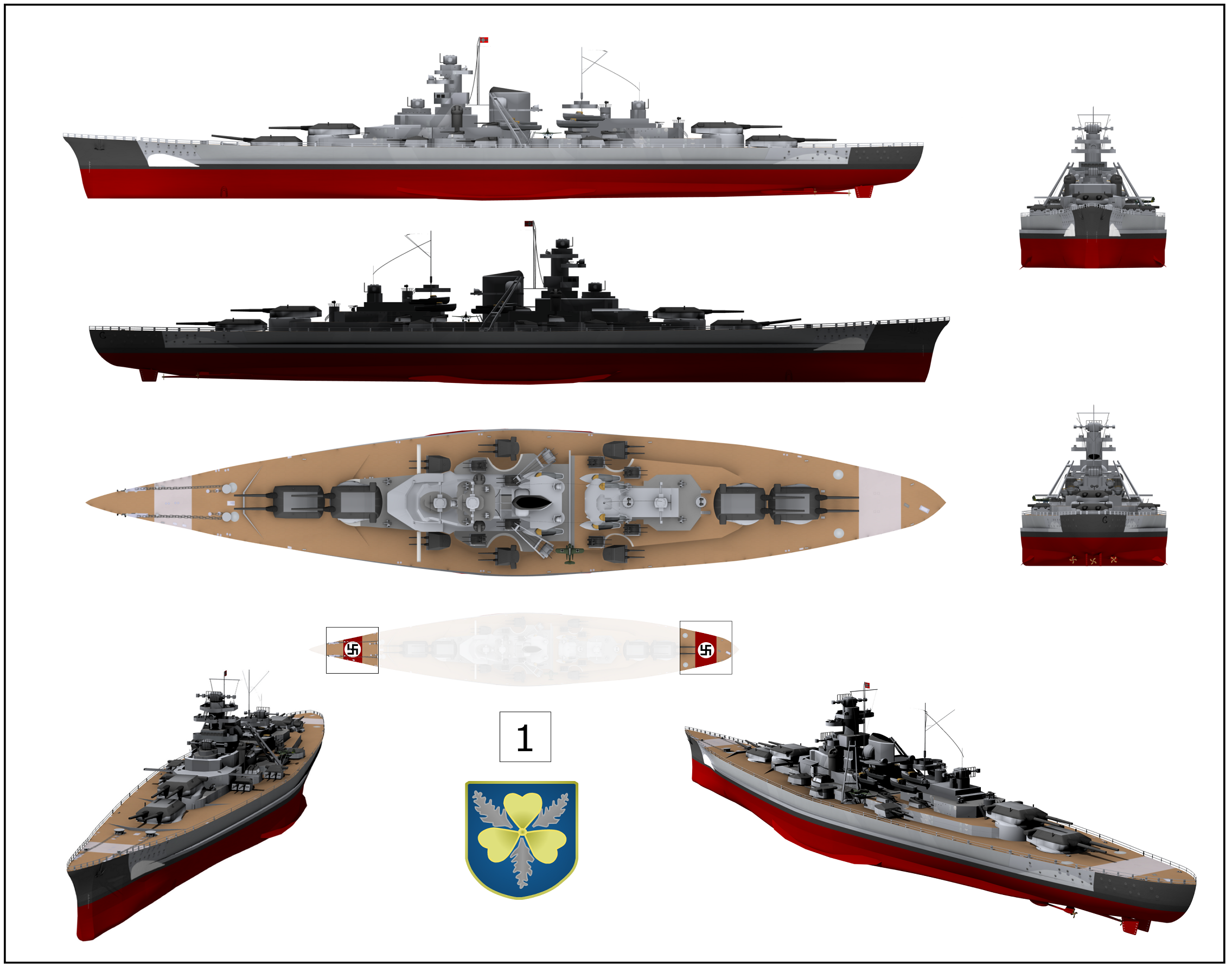
نمای سه‌بعدی نبردناو بیسمارک در نبرد رینوبانگ

بیسمارک وزنی بالغ بر ۴۱۷۰۰ تن داشت که با بارگیری کامل به ۵۰۳۰۰ تن می‌رسید. طول آن ۲۵۱ متر بود و تیری به طول ۳۶ متر داشت و بیشینهٔ فرورفتگی در آب آن ۹٫۹ متر بود. این نبردناو بزرگ‌ترین کشتی جنگی آلمان بود  و بیشتر از هر نبردناو اروپایی به استثناء اچ‌ام‌اس ونگارد که در پایان جنگ به آب انداخته شد بارگیری داشت. بیسمارک را سه موتور بخار دنده گ‌دار بوم و ووس و دوازده دیگ بخار فوق گرم نفت‌سوز واگنر قدرت می‌بخشید که در مجموع ۱۵۰۱۷۰ اسب بخار قدرت داشت و می‌توانست در آزمایش‌های سرعتی به سرعت بیشینهٔ ۳۰٫۰۱ گره دریایی دست یابد و با ۱۹ گره دریایی ۸۸۷۰ مایل برد دریانوردی داشته باشد. بیسمارک مجهز به سه مجموعهٔ جستجوی راداری فومو ۲۳ (FuMO 23) بود که در جلو، عقب و نوک دکل جلویی کشتی نصب شده بودند.
تعداد خدمهٔ استاندارد شامل ۱۰۳ افسر و ۱۹۶۲ سرباز بود. خدمه به دوازده یگان ۱۸ تا ۲۲۰ نفره تقسیم شده بودند. شش یگان اول به جنگ‌افزارهای کشتی تخصیص داده شده بودند، واحدهای یک تا چهار برای توپخانهٔ اصلی و دوم، یگان‌های پنجم و ششم توپخانهٔ ضدهوایی را کنترل می‌کردند. یگان هفتم شامل متخصص‌ها بود: آشپزها، نجارها و یگان هشتم حمل مهمات را برعهده داشت. اپراتورهای رادیو و سررشته‌دارها یگان نهم را تشکیل می‌دادند. سه یگان آخر خدمهٔ موتورخانه بودند. بیسمارک در هنگام ترک بندر با احتساب خدمتکاران کشتی، خدمهٔ تصرف و مشاوران جنگی بیش از ۲۲۰۰ نفر خدمه داشت. حدود ۲۰۰ نفر از پرسنل موتورخانه خدمهٔ سابق ناو سبک کارلسروهه (Karlsruhe) بودند که طی عملیات وزرئوبونگ (Weserübung) در حملهٔ آلمان به نروژ از دست رفته بود. خدمهٔ بیسمارک یک روزنامه به نام دای شیفزگلوک (Die Schiffsglocke - زنگ کشتی)  چاپ می‌کردند. این نشریه فقط یک بار در تاریخ ۲۳ آوریل ۱۹۴۱ توسط فرمانده دایرهٔ مهندسی، گرهارد یوناک (Gerhard Junack) چاپ شد.
بیسمارک مسلح به هشت توپ ۳۸ سانتی‌متری اس‌کا سی/۳۴ دریایی بود که به صورت دوتایی در چهار برج گردان مستقر شده بودند: دو برج گردان ابرآتش روبه جلو (آنتون و برونو) و دو تا در عقب (سزار و دورا). تسلیحات ثانویه شامل دوازده توپ ۱۵ سانتی‌متری اس‌کا سی/۲۸ و شانزده توپ ۱۰٫۵ سانتی‌متری فلاک ۳۸ و شانزده توپ ضدهوایی ۳٫۷ سانتی‌متری اس‌کا سی/۳۰ و دوازده توپ ضدهوایی ۲ سانتی‌متری فلاک ۳۸/۳۰ بود. بیسمارک همچنین حامل چهار هواپیمای شناسایی آرادو آر ۱۹۶ آب‌نشین با یک بلندکنندهٔ بزرگ تکی و یک پرتاب‌کنندهٔ هواپیمای دوسویه بود.
زره کمربند کشتی ۳۲۰ میلی‌متر ضخامت داشت و با یک جفت عرشه‌های فوقانی و اصلی که به ترتیب ۵۰ و ۱۰۰ تا ۱۲۰ میلی‌متر ضخامت داشتند پوشیده شده بود. برج گردان توپخانهٔ ۳۸ سانتی‌متری با صفحات ۳۶۰ میلی‌متری در جلو و ۲۲۰۰ میلی‌متری در اطراف حفاظت می‌شدند.

## تاریخ خدمت

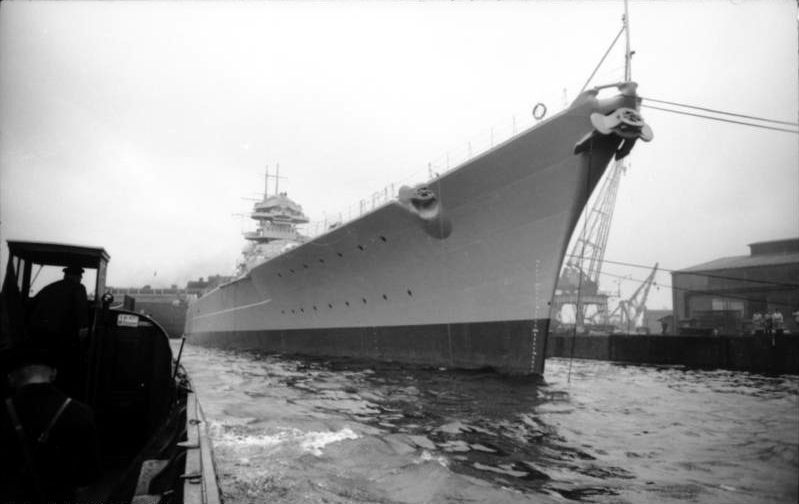
بیسمارک در بندر هامبورگ

در ۱۵ سپتامبر ۱۹۴۰، سه هفته پس از ورود به ناوگان، بیسمارک هامبورگ را برای شروع کارآزمایی دریایی در بندر کیل ترک کرد. اشپربرشر ۱۳ کشتی را تا دماغه آرکونا در ۲۸ سپتامبر و سپس تا گوتن هافن برای کارآزمایی در خلیج دانتزیگ اسکورت کرد. نیروگاه کشتی مورد آزمون کامل قرار گرفت و بیسمارک آزمون‌های مسافت-سنجی و بیشینهٔ سرعت را انجام داد. درحالی‌که ثبات و مانورپذیری‌اش مورد آزمون بود، یک اشکال در طرح کشتی کشف شد. خدمه درحالی‌که سعی داشتند کشتی را تنها با تغییر نحوهٔ چرخش پیشرانه هدایت کنند، متوجه شدند که بیسمارک با سختی زیاد روی مسیر درست قرار می‌گیرد. حتی وقتی پروانه‌های بیرونی با تمام قوا در جهت‌های مخالف فعال بودند توان اندکی برای تغییر جهت کشتی داشتند.
توپخانهٔ اصلی بیسمارک اولین بار در اواخر نوامبر شلیک آزمایشی خود را انجام داد. آزمون نشان داد که بیسمارک سکوی توپخانهٔ بسیار باثباتی است. کارآزمایی‌ها تا آخر دسامبر ادامه داشت، بیسمارک به سمت هامبورگ رفت و در ۹ دسامبر به مقصد رسید تا تغییرات جزئی اعمال شود و روند مجهزسازی آن تکمیل شود.
طبق برنامه کشتی قرار بود در ۲۴ ژانویهٔ ۱۹۴۱ به کیل بازگردد، اما یک کشتی تجاری در کانال کیل غرق شده بود و استفاده از آبراه را غیرممکن کرده بود. شرایط بد آب‌وهوایی تلاش برای برداشتن لاشه را بی‌نتیجه گذاشته بود، بنابراین بیسمارک تا مارس نتوانست به کیل برود. این تأخیر لیندمن را ناامید کرد: «بیسمارک برای پنج هفته در هامبورگ گیر افتاده بود… زمان ارزشمندی در دریا از دست رفت که نمی‌توان آن را جایگزین کرد، تأخیر قابل توجه در ورود نهایی کشتی به جنگ اجتناب‌ناپذیر است.» درحالی‌که بیسمارک در انتظار رفتن به کیل بود، کاپیتان اندرس فورشل، وابستهٔ نیروی دریایی سوئد در برلین را میزبانی کرد. او کشتی را با جزئیات توصیف کرد، که در نهایت این اطلاعات توسط عناصر طرفدار انگلیس در نیروی دریایی پادشاهی سوئد به انگلیسی‌ها درز پیدا کرد. این اطلاعات نیروی دریایی سلطنتی را با اولین توصیف کامل از این کشتی آشنا کرد، با وجود این‌که در جزئیات نواقصی داشت اما شامل اطلاعات مهمی همچون حداکثر سرعت، شعاع عملیاتی و میزان بارگیری می‌شد.

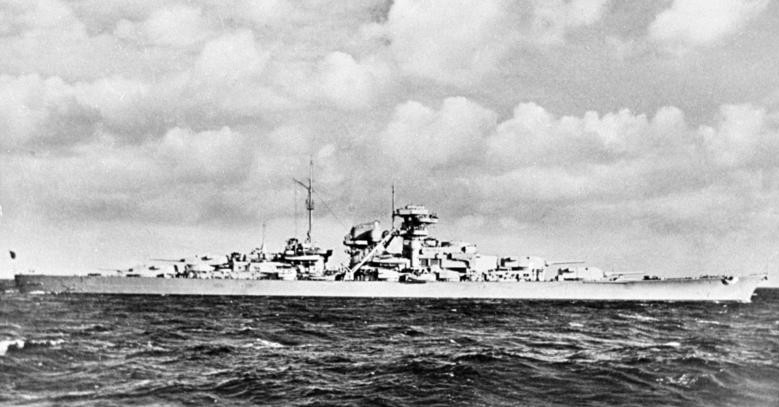
بیسمارک در کارآزمایی؛ فقدان فاصله‌یاب که هنوز نصب نشده بود قابل توجه است.

در ۶ مارس بیسمارک فرمان حرکت به کیل را دریافت کرد. در طول مسیر، کشتی توسط چندین جنگندهٔ مسرشمیت ب‌اف ۱۰۹ و یک جفت کشتی تجاری مسلح به همراه یک یخ‌شکن اسکورت شد. در ساعت ۸:۴۵ روز ۸ مارس بیسمارک مختصری در ساحل جنوبی کانال کیل به گل نشست، که طی یک ساعت رها شد. کشتی روز بعد به کیل رسید. در آن‌جا خدمه مهمات، سوخت و سایر تدارکات را بارگیری کردند و جهت استتار، کشتی را با رنگ‌آمیزی دزل (Dazzle paint) پوشاندند. بمب‌افکن‌های انگلیسی در ۱۲ مارس بندر را بدون موفقیت بمباران کردند. در ۱۷ مارس نبردناو قدیمی شیلیزین که به عنوان یخ‌شکن استفاده می‌شد بیسمارک را از میان یخ‌ها تا گوتن‌هافن اسکورت کرد، تا در آنجا به تمرین‌های آمادگی نظامی ادامه دهد.
فرماندهی عالی دریایی (OKM) به فرماندهی آدمیرال اریش ردر قصد داشت استفاده از کشتی‌های سنگین برای حمله سطحی به حمل و نقل دریایی متفقین در اقیانوس اطلس را ادامه دهد. در آن زمان دو نبردناو کلاس شارن‌هورست در برست فرانسه مستقر بودند و به تازگی عملیات برلین را به پایان رسانده بودند، که یک عملیات بزرگ حمله به اقیانوس اطلس بود. کشتی خواهر بیسمارک تیرپیتس به سرعت در حال تکمیل بود. بیسمارک و تیرپیتس قرار بود با هم از دریای بالتیک گذشته و به دو کشتی کلاس شارنهورست بپیوندند. این عملیات در ابتدا برای ۲۵ آوریل ۱۹۴۱ برنامه‌ریزی شده بود، وقتی که ماه نو شرایط را مساعدتر می‌کرد.
کار ساخت تیرپیتس دیرتر از آنچه انتظار می‌رفت تمام شد و این کشتی تا ۲۵ آوریل وارد ناوگان نشد و تا اواخر سال برای نبرد آماده نبود. برای پیچیده‌تر کردن شرایط نبردناو گنایزناو درحالی‌که در برست بود مورد اصابت اژدر قرار گرفت و وقتی در حوضچهٔ تعمیر بود طی بمبارانی صدمه بیشتر دید. رزم‌ناو شارن‌هورست نیز پس از عملیات برلین نیاز به سرویس کلی دیگ بخار داشت، کارگران طی این سرویس متوجه شدند که وضعیت دیگ‌های بخار بدتر از آن است که تصور می‌شد؛ بنابراین شارن‌هورست نیز برای یورش برنامه‌ریزی شده آماده نبود.
حملات بمب‌افکن‌های انگلیسی به انبارهای تدارکات کیل تعمیرات رزمناو سنگین آدمیرال شیر و آدمیرال هیپر را دچار تأخیر کرد. این دو کشتی تا ژوئیه یا اوت برای جنگ آماده نبودند. آدمیرال گونتر لوچنز افسری که برای هدایت عملیات برگزیده شده بود می‌خواست عملیات، حداقل تا زمانی‌که شارن‌هورست یا تیرپیتس آماده باشند به تأخیر بیفتد، با این‌حال فرماندهی عالی دریایی تصمیم گرفت که عملیات را ادامه دهد، با نام رمز عملیات راینوبونگ، با نیرویی که تنها از بیسمارک و رزمناو سنگین پرینتس اویگن تشکیل شده بود.

### عملیات راینوبونگ

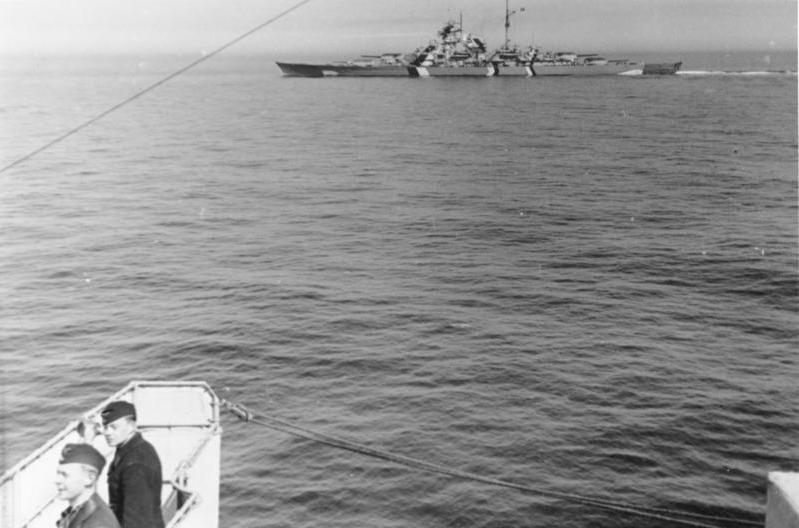
بیسمارک در عکسی که در بالتیک از روی پرینتس اویگن و در ابتدای عملیات راینوبونگ گرفته شده‌است.

در پنج مه، آدولف هیتلر و ویلهلم کایتل، با انبوهی از همراهان برای بازدید از بیسمارک و تیرپیتس وارد گوتن‌هافن شدند. برای این گروه تور مشروحی از کشتی‌ها برگزار شد، بعد از آن هیتلر با لوتجینز ملاقاتی داشت تا دربارهٔ عملیات پیش رو به گفتگو بپردازد. در ۱۶ مه لوتجینز گزارش داد که بیسمارک و پرینتس اویگن کاملاً برای عملیات راینوبونگ آماده هستند، پس به او فرمان داده شد تا عملیات را در غروب ۱۹ مه شروع کند. به عنوان بخشی از نقشهٔ عملیاتی گروهی از ۱۸ کشتی تدارکات برای تدارکات‌رسانی به بیسمارک و پرینتس اویگن مستقر می‌شدند. چهار او-بوت در مسیر ترابری هالیفاکس و انگلستان مستقر می‌شدند تا برای مهاجمان دیده‌بانی کنند. در ابتدای عملیات خدمهٔ بیسمارک به ۲۲۲۱ افسر و ملوان افزایش یافتند. این تعداد شامل ۶۵ نفر کارمندان آدمیرال و ۸۰ ملوان برای تصرف کشتی‌ها می‌شد که قرار بود برای کشتی‌های ترابری تصرف شده در حین مأموریت به کار گرفته شوند. در ساعت ۲ بامداد ۱۹ مه بیسمارک گوتن‌هافن را ترک کرد و به سمت آبراه دانمارک حرکت کرد. در ساعت ۱۱:۲۵ پرینتس اویگن به آن ملحق شد، که شب قبل در ساعت ۲۱:۱۸ از دماغه آرکونا حرکت کرده بود. دو کشتی توسط سه ناوشکن زد۱۰ هانز لودی و زد۱۶ فردریک اکولد و ناوشکن زد۲۳ و ناوتیپ کوچکی از مین‌روب‌ها اسکورت می‌شدند. لوفت‌وافه پوشش هوایی در طی سفر به خارج از آب‌های آلمان را تأمین می‌کرد. حوالی ظهر ۲۰ می، لیندمن از طریق بلندگوهای کشتی مأموریت کشتی را اعلام کرد. تقریباً در همان زمان گروهی از ده یا ۱۲ هواپیمای سوئدی که در عملیاتی شناسایی بودند نیروهای آلمان را ردیابی کردند و ترکیب و جهت آن را گزارش دادند، البته آلمان‌ها سوئدی‌ها را ندیدند.
یک ساعت بعد، ناوگروه آلمانی با رزمناو سوئدی اچ‌اس‌دابلیوام‌اس گوتلاند مواجه شد، رزمناو آلمانی‌ها را تا دو ساعت در کاتگات تحت نظر داشت. گوتلاند گزارشی به فرماندهی مخابره کرد که در آن ذکر شده بود: «دو کشتی بزرگ به همراه سه ناوشکن، پنج شناور اسکورت، و ۱۰–۱۲ هواپیما از مارتسلند عبور کردند، گرا ۲۰۵ درجه و ۲۰ دقیقه.» فرماندهی عالی دریایی آلمان نگران خطرات امنیتی ناشی از گوتلاند نبود، چراکه لوتجینز و لیندمن هر دو باور داشتند که عملیات جنبهٔ محرمانه‌اش را از دست داده‌است. این گزارش در نهایت به کاپیتان هنری دنهام وابستهٔ نیروی دریایی بریتانیا در سوئد رسید و او این اطلاعات را به مقر نیروی دریایی بریتانیا مخابره کرد. رمزشکن‌ها در بلچلی پارک تأیید کردند که یک حمله در اطلس نزدیک است، چرا که آن‌ها قبلاً گزارش‌هایی را رمزگشایی کرده بودند که نشان می‌داد بیسمارک و پرینتس اویگن خدمهٔ تصرف سوار کرده و از فرماندهی دریایی درخواست جدول‌های ناوبری اضافه داشته‌اند. در پی این اطلاعات به یک جفت سوپرمارین اسپیت‌فایر دستور داده شده در سواحل نروژ به دنبال این ناوگروه بگردند. گشت هوایی آلمان تأیید کرد که یک ناو هواپیمابر، سه نبردناو و چهار رزمناو در پایگاه اصلی دریایی بریتانیا در اسکاپا فلو کماکان لنگر انداخته‌اند، برای لوجینز مسلم شد که در این لحظه انگلیسی‌ها از عملیاتش مطلع نشده‌اند. در غروب ۲۰ مه بیسمارک و بقیهٔ ناوگروه به ساحل نروژ رسیدند. مین‌روب‌ها از گروه جدا شدند و دو مهاجم به همراه ناوشکن‌های اسکورتشان به سمت شمال ادامهٔ مسیر دادند. صبح روز بعد، افسران شنود رادیویی پرینتس اویگن سیگنالی را ردگیری کردند که به هواپیماهای شناسایی بریتانیا دستور یافتن دو نبردناو و سه ناوشکن در مرزهای شمالی ساحل نروژ را می‌داد. در ساعت ۷:۰۰ بیست و یکم، آلمانی‌ها چهار هواپیمای ناشناس را ردگیری کردند، گرچه به سرعت از دید خارج شدند. کمی بعد در ۱۲:۰۰، ناوگروه به برگن رسید و در گریمزتادفورد لنگر انداخت. خدمهٔ کشتی در آنجا استتار بالتیک را با استاندارد خاکستری قایقران که توسط کشتی‌های جنگی آلمان فعال در اقیانوس اطلس استفاده می‌شد رنگ‌آمیزی کردند.

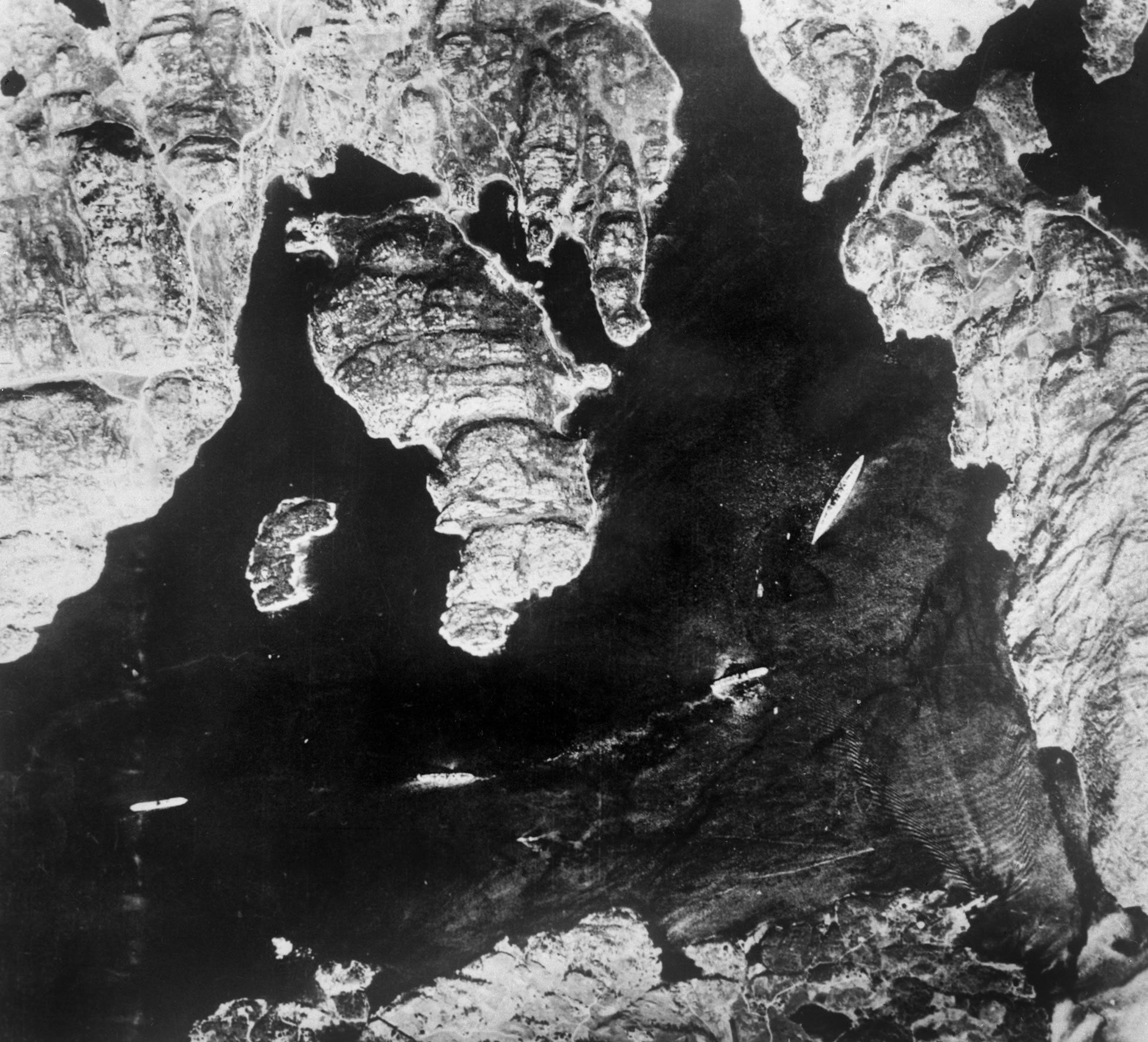
عکش شناسایی هوایی که توسط افسر پرواز مایکل ساکلینگ گرفته شده، بیسمارک را لنگر انداخته در نروژ نشان می‌دهد

در نروژ، یک جفت جنگندهٔ بی‌اف ۱۰۹ بالای بیسمارک گشت می‌دادند تا آن را از حملات هوایی بریتانیا محافظت کنند. با این‌حال افسر پرواز مایکل ساکلینگ توانست اسپیت‌فایرش را مستقیماً روی ناوگروه آلمانی در ارتفاع ۸۰۰۰ متری برده و چندین عکس از بیسمارک و همراهانش بگیرد. پس از دریافت اطلاعات، آدمیرال جان تووی به رزمناو هود، نبردناو به تازه‌وارد پرینس آو ولز و شش ناوشکن دستور داد تا جفت رزمناوی که در تنگهٔ دانمارک مشغول گشتی‌زنی بودند ملحق شوند. باقی ناوگان خانه در اسکاپا فلو در حالت آماده‌باش قرار گرفت. هجده هواپیما برای حمله به آلمان‌ها اعزام شدند، اما آب و هوای فیورد بدتر شد و آن‌ها نتوانستند کشتی‌های جنگی آلمانی را پیدا کنند.
بیسمارک در لنگرگاهش در نروژ نتوانست سوخت‌گیری کند، چرا که دستوراتش او را ملزم به این کار نمی‌کرد. این کشتی بندر را درحالی‌که ۲۰۰ تن ظرفیت سوختش خالی بود ترک کرد درحالی‌که ۱۰۰۰ تن سوخت طی مسیر از گوتن‌هافن صرف شده بود. پرینتس اویگن در این زمان ۷۶۴ تن از سوخت را در اختیار داشت. در ۱۹:۳۰ روز ۲۱ مه بیسمارک، پرینتس اویگن و سه ناوشکن اسکورت برگن را ترک کردند. در نیمه‌شب وقتی نیروها در دریا بودند و به سوی اقیانوس منجمد شمالی حرکت کردند، رادار در نهایت عملیات را برای هیتلر شرح داد و او با بی‌میلی اجازهٔ حمله را صادر کرد. سه ناوشکن اسکورت در ۴:۱۴، ۲۲ مه از گروه جدا شدند، درحالی‌که گروه از تروندهایم دور می‌شد. حدود ساعت ۱۲:۰۰ لوتجینز به دو کشتی‌اش دستور داد به سمت آبراه دانمارک تغییر جهت دهند تا بتوانند برای فرار به اقیانوس اطلس اقدام کنند.
در ۴:۰۰ روز ۲۳ مه، لوتجینز به بیسمارک و پرینتس اویگن دستور داد که سرعتشان را به ۲۷ گره دریایی افزایش دهند تا از آبراه بگریزند. به محض ورود به آبراه، هر دو کشتی تجهیزات راداری جستجوی FuMO خود را فعال کردند. بیسمارک با ۷۰۰ متر فاصله پرینتس اویگن را در پشت سر داشت، مه دید را به ۳۰۰۰ تا ۴۰۰۰ متر کاهش داده بود. آلمانی‌ها در حدود ۱۰:۰۰ با مقداری یخ مواجه شدند که لازم شد سرعتشان را به ۲۴ گره دریایی کاهش دهند. دو ساعت بعد دو کشتی به نقطهٔ شمالی ایسلند رسیده بودند، کشتی‌ها برای پیشگیری از برخورد با یخ‌های شناور، مسیری زیگزاگ داشتند. در ۱۹:۲۲ هایدروفون و اپراتورهای رادار رزم‌ناو اچ‌ام‌اس سافک را در فاصلهٔ ۱۲۵۰۰ متری شناسایی کردند. تیم شنود رادیویی پرینتس اویگن توانست مخابره‌ای رادیویی را کدشکنی کند که از سافک ارسال شده بود و متوجه شد که موقعیتشان از قبل گزارش شده‌است.
لوتجینز به پرینتس اویگن دستور درگیری با سافک را صادر کرده بود با این‌حال کاپیتان کشتی نتوانست هدف را به خوبی ردگیری کند و حمله‌ای صورت نگرفت. سافک به سرعت به فاصله‌ای امن عقب‌نشینی کرد و به زیر نظرگرفتن کشتی‌های آلمانی ادامه داد. در ساعت ۲۰:۳۰، رزم‌ناو سنگین اچ‌ام‌اس نورفک به سافک ملحق شد. لوجینز به کشتی‌هایش دستور درگیری با رزم‌ناوهای انگلیسی را داد، بیسمارک پنج بار آتش گشود که سه تا از آن‌ها نزدیک نورفک برخورد کرد و ترکش‌هایش روی عرشه‌های نورفک فرود آمد. درگیری با ایجاد استتار دود توسط نورفک و فرارش به سمت کرانه‌های مه‌آلود پایان یافت. لرزش‌های ناشی از شلیک توپخانهٔ ۳۸ میلی‌متری، مجموعه‌های راداری FuMO 23 بیسمارک را از کار انداخت، در نتیجه لوجینز به پرینتس اویگن دستور داد در جلو حرکت کند تا بتواند از رادارهای سالمش برای دیده‌بانی گروه استفاده کند.
حدود ساعت ۲۲:۰۰ لوجینز به بیسمارک دستور داد ۱۸۰ درجه تغییر جهت دهد برای این‌که بتواند حمله‌ای غیرمنتظره به رزم‌ناوهای انگلیسی تعقیب‌کننده انجام دهد. با وجود این‌که بیسمارک از لحاظ دید زیر باران شدید پنهان بود ولی رادارهای سوفک به سرعت بیسمارک را شناسایی کردند و رزم‌ناو توانست به موقع از درگیری با بیسمارک بگریزد. رزم‌ناوها همچنان در طول شب در موقعیت بودند و به‌طور دائم محل و مسیر کشتی‌های آلمانی را گزارش می‌دادند. صبح ۲۴ مه هوای بد برطرف شد و آسمان صاف شد. در ۰۵:۰۷ صبح اپراتورهای هیدروفون یک جفت شناور ناشناس را که به گروه آلمانی نزدیک می‌شدند در فاصلهٔ ۲۰ مایلی شناسایی کردند و این‌طور گزارش دادند: «نویز ناشی از دو کشتی توربینی با سرعت بالا در گرای نسبی ۲۸۰ درجه!»

#### نبرد تنگهٔ دانمارک
در ساعت ۵:۴۵، دیده‌بان‌های آلمانی دودی را در افق شناسایی کردند. این دود متعلق به هود و پرنس آو ولز بود، که تحت فرمان دریاسالار لنسلوت هولند بودند. لوجینز به خدمهٔ دو کشتی‌اش دستور استقرار در موقعیت جنگی داد. در ۵:۵۲، فاصله به ۲۶۰۰۰ متر رسید و هود و یک دقیقه بعد پرنس آو ولز آتش گشودند. هود با پرینتس اویگن درگیر شد که انگلیسی‌ها فکر می‌کردند بیسمارک است درحالی‌که پرنس آو ولز به پرینتس اویگن حمله کرد. آدالبرت اشنایدر افسر یکم توپخانهٔ بیسمارک درخواست اجازهٔ شلیک را داد ولی لوجینز مخالفت کرد. لیندمن مداخله کرد، درحالی‌که زیر لب می‌گفت: «من اجازه نمی‌دهم کشتی‌ام از پشت خودم مورد اصابت قرار گیرد» او به لوجینز اصرار کرد که اجازهٔ شلیک صادر کند، که تا ساعت ۵:۵۵ نپذیرفت که در این ساعت به کشتی‌هایش دستور درگیری داد. 

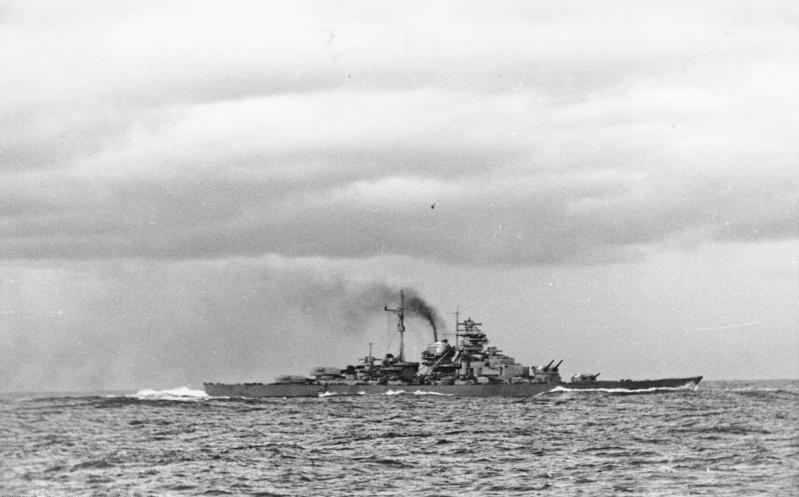
بیسمارک از روی عرشهٔ پرینتس اویگن پس از نبرد تنگهٔ دانمارک

کشتی‌های بریتانیایی از جلو به آلمانی‌ها نزدیک شدند که به آن‌ها تنها اجازهٔ استفاده از توپ‌های جلویی را می‌داد، درحالی‌که بیسمارک و پرینتس اویگن می‌توانستند از تمامی توپ‌های خود از پهلو استفاده کنند. چند دقیقه بعد از شروع آتش، هولند دستور داد کشتی‌اش ۲۰ درجه به سمت پورت بچرخد، که این اجازه می‌داد که از توپ‌های عقب کشتی هم شلیک کند. هر دو کشتی آلمانی هود را نشانه گرفتند، تنها یک دقیقه پس از شروع آتش پرینتس اویگن توانست با توپی ۲۰٫۳ سانتی‌متری از نوع انفجاری هدف را مورد اصابت قرار دهد. اصابت منجر به انفجار مهمات یوپی (Unrotated Projectile) شد که آتش‌سوزی بزرگی ایجاد کرد که به سرعت خاموش شد. بعد از شلیک سه تا چهار توپ، اشنایدر به برد صفر با بیسمارک رسید، او بلافاصله دستور آتشبار سریع از هشت توپ ۳۸ سانتی‌متری بیسمارک را صادر کرد. او همچنین دستور درگیری توپخانهٔ ثانویهٔ کشتی با پرینس آو ولز را صادر کرد. سپس هولند دستور چرخش ۲۰ درجهٔ دیگری به پورت را داد تا کشتی‌هایش در مسیر موازی با بیسمارک و پرینتس اویگن قرار گیرند. لوجینز به پرینتس اویگن دستور تغییر جهت آتش و حمله به پرنس آو ولز را صادر کرد تا هر دو کشتی رقیب را زیر آتش قرار دهد. طی چند دقیقه پرینتس اویگن توانست چند اصابت به نبردناو را ثبت کند که آتش‌سوزی کوچکی برپا کردند.
لوجینز سپس دستور داد پرینتس اویگن در پشت بیسمارک قرار گیرد تا بتواند به دیده‌بانی موقعیت نورفک و سافک که هنوز در فاصلهٔ ۱۰ تا ۱۲ مایلی در شرق بودند ادامه دهد. در ساعت ۶:۰۰ هود در حال کامل کردن دومین چرخشش به پورت بود که پنجمین آتشبار بیسمارک به او برخورد کرد. دو تا از گلوله‌ها در نزدیکی هود روی آب برخورد کردند اما حداقل یکی از توپ‌های شکافنده زره ۳۸ سانتی‌متری به هود برخورد کرد و از زره نازک عرشه‌اش عبور کرد. گلوله به مخزن مهمات پشتی هود رسید و ۱۱۲ تن پیشرانهٔ کاردایت را منفجر کرد. انفجار عظیمی در پشت کشتی میان دکل اصلی و فانل عقب کشتی صورت گرفت، قسمت جلوی کشتی اندکی به حرکت ادامه داد و سپس ورود جریان شدید آب جلوی کشتی را با زاویهٔ شیب‌داری به بالا برد و به همین صورت عقب کشتی با ورود آب به بخش‌های از هم گسیختهٔ کشتی با زاویهٔ شیب‌داری از آب بلند شد. اشنایدر در بلندگوی کشتی فریاد زد: «اون داره غرق میشه!». تنها طی هشت دقیقه از آتش گشودن، هود از بین رفت و همه به جز سه نفر از ملوانانش را با خود به زیر آب برد.

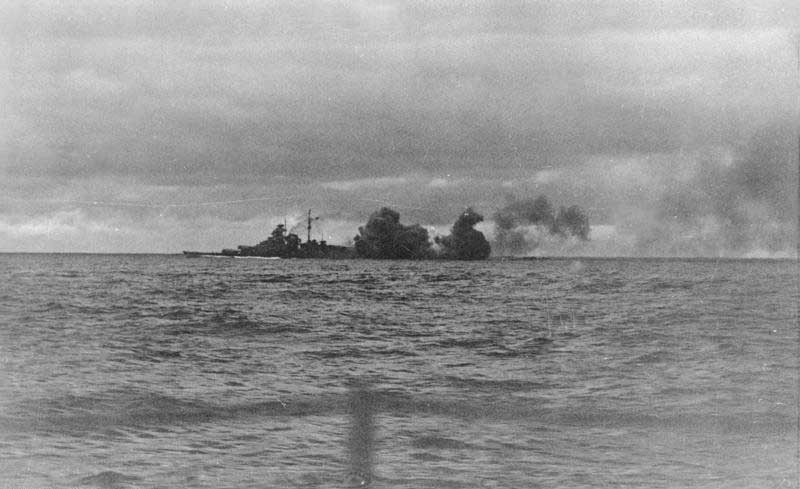
بیسمارک در حال آتش‌کردن توپخانهٔ اصلی خود در جریان نبرد

بیسمارک سپس آتش خود را به سمت پرنس آو ولز تنظیم کرد. نبردناو بریتانیایی توانست از شش آتش‌باری که داشت یک اصابت به بیسمارک ثبت کند، اما بیسمارک در اولین آتشبار توانست هدف را مورد اصابت قرار دهد. یکی از گلوله‌های توپ بیسمارک به پل پرنس آو ولز برخورد کرد اما منفجر نشد و از سمت دیگر خارج شد ولی همهٔ افراد مستقر در اتاق فرماندهی به جز کاپیتان جان لیچ فرمانده کشتی و یک نفر دیگر را به کشتن داد. دو کشتی آلمانی به حمله به پرنس آو ولز ادامه دادند و صدمات جدی به آن وارد کردند. توپ‌های کشتی تازه‌وارد سرویس شده بریتانیایی دچار نقص فنی می‌شدند درحالی‌که هنوز خدمهٔ غیرنظامی تعمیرات همراه این کشتی بودند. با وجود اشکالات توپخانهٔ اصلی پرنس آو ولز در جریان نبرد توانست سه برخورد با بیسمارک را ثبت کند. اولین مورد به قسمت جلوی سینه‌گاه کشتی در بالای خط آب برخورد کرد و باعث ورود آب به داخل کشتی شد. دومین گلولهٔ توپ زیر کمربند زرهی کشتی برخورد و در تماس با حفاظ اژدر منفجر شد و صدمهٔ جزئی وارد کرد. سومین گلولهٔ توپ از یکی از قایق‌های روی کشتی عبور کرد و سپس بدون این‌که منفجر شود از درون پرتابگر هواپیمای شناور کشتی عبور کرد.
در ۶:۱۳، لیچ دستور عقب‌نشینی صادر کرد. فقط دو تا از ده توپ ۱۴ اینچی کشتی هنوز شلیک می‌کردند و کشتی صدمهٔ جدی برداشته بود. پرنس آو ولز با گذاشتن استتار دود برای پوشاندن عقب‌نشینی‌اش ۱۶۰ درجه چرخش کرد. آلمانی‌ها وقتی فاصله افزایش یافت آتش‌بس کردند. با وجودی که لیندمن به شدت اصرار داشت که به تعقیب پرنس آو ولز ادامه دهند و نابودش کنند، لوجینز از فرمان پیشگیری از هر نوع درگیری قابل اجتناب از دشمنی که در حال حمایت از محمولهٔ ترابری نیست پیروی کرد، و به شدت با این درخواست مخالفت کرد و به جایش به بیسمارک و پرینتس اویگن دستور داد به سمت اقیانوس اطلس شمالی حرکت کنند. در جریان نبرد، بیسمارک ۹۳ گلولهٔ توپ شکافندهٔ زره شلیک کرد و در مقابل، سه بار مورد اصابت قرار گرفت. برخورد جلوی کشتی منجر به ورود ۱۰۰۰ تا ۲۰۰۰ تن آب به داخل کشتی شد که ذخیرهٔ سوخت نفت کشتی را آلوده کرد. لوجینز درخواست خدمهٔ تعمیرات برای کاهش سرعت برای ترمیم سوراخ ایجاد شده را که گشادتر شده و اجازهٔ ورود آب بیشتری به داخل کشتی می‌داد را قبول نکرد. دومین برخورد منجر به ورود کمی آب و آسیب ناشی از ترکش به خط بخار در اتاق توربو-ژنراتور شده بود، با این‌حال بیسمارک ذخیرهٔ ژنراتور کافی داشت و این مشکل‌زا نبود.
ورود آب ناشی از این دو برخورد، منجر به ۹ درجه فرورفتن در آب از کناره و ۳ درجه فرورفتن در آب از جلو کشتی شد.

#### تعقیب
پس از درگیری، لوجینز گزارش داد که، «رزمناوی، احتمالاً هود غرق شد، یک نبردناو دیگر، کینگ جورج پنجم یا رینون صدمه دیده فرار کردند. دو رزمناو سنگین هنوز تماس را حفظ کرده‌اند.» در ۸:۰۱ او یک گزارش خسارت مخابره کرد و قصدش را برای فرماندهی عالی دریایی تشریح کرد، که شامل جدا شدن از پرینتس اویگن برای حمله به ترابری و حرکت به سمت سن-نزر برای تعمیرات بود. کمی بعد لوجینز به پرینتس اویگن دستور داد که در پشتش حرکت کند تا میزان وخامت نشت سوخت ناشی از برخورد پشتی را مشخص کند. بعد از تأیید جریان‌های گستردهٔ نفت در دو سوی دنبالهٔ بیسمارک، پرینتس اویگن به موقعیت پیش بازگشت. حدود یک ساعت بعد، یک قایق پرنده ساندرلند کوتاه بریتانیایی لکهٔ نفتی را به سوفک و نورفک گزارش داد، که به پرنس ولز صدمه دیده ملحق شده بودند. دریابان فردریک ویک-واکر، فرمانده دو رزمناو دستور داد پرنس ولز در پشت کشتی‌ها حرکت کند.
نیروی دریایی سلطنتی به همه کشتی‌های جنگی که در آن منطقه داشت دستور داد به تعقیب بیسمارک و پرینتس اویگن بپیوندند. ناوگان خانه تووی برای ردگیری مهاجمان آلمانی نزدیک می‌شد اما در صبح ۲۴ مه هنوز بیش از ۳۵۰ مایل دریایی فاصله داشت. فرماندهی دریایی بریتانیا به رزمناوهای سبک اچ‌ام‌اس منچستر (۱۵)، اچ‌ام‌اس بیرمنگام (سی۱۹) و اچ‌ام‌اس آرثوسا دستور داد در تنگهٔ دانمارک به گشت بپردازند تا راه عقب‌نشینی احتمالی لوجینز بسته باشد. نبردناو اچ‌ام‌اس رادنی (۲۹) که در حال اسکورت ام‌وی بریتانیک (۱۹۲۹) بود و قرار بود برای تجهیز به لنگرگاه بوستون برود هم به ترووی پیوست. دو نبردناو قدیمی کلاس ریونج هم به گروه شکار پیوستند: اچ‌ام‌اس ریونج (۰۶) از هالیفاکس و اچ‌ام‌اس رامیلیس (۰۷) که در حال اسکورت کاروان اچ‌اکس۱۲۷ بود. در مجموع ۶ نبردناو و رزمناو، دو ناو هواپیمابر و ۱۳ ناو و ۲۱ ناوشکن در این عملیات تعقیب حضور داشتند. در حدود ساعت ۱۷:۰۰ خدمهٔ روی پرنس آو ولز ۹ تا از ۱۰ توپخانهٔ اصلی کشتی را تعمیر کرده بودند که اجازه می‌داد ویک-واکر در جلوی آرایش کشتی‌ها برای حملهٔ احتمالی به بیسمارک قرار گیرد.
با بدتر شدن هوا، لوجینز سعی کرد در ۱۶:۴۰ از پرینتس اویگن جدا شود. بوران آن‌قدر سنگین نبود که دور شدن از ناوهای ویک-واکر را که کماکان تماس راداری را حفظ کرده بودند پوشش دهد. در نتیجه پرینتس اویگن موقتاً فراخوان شد. رزمناو در ۱۸:۱۴ موفق به جدا شدن شد. بیسمارک برای روبه‌رو شدن با آرایش ویک-واکر چرخید و سوفک با تمام سرعت دور شد. پرنس آو ولز دوازده آتشبار شلیک کرد که با نه آتشبار از بیسمارک پاسخ داده شد، هیچ برخوردی صورت نگرفت. این کار تمرکز بریتانیایی‌ها را برهم زد و به پرینتس اویگن اجازه داد فرار کند. سپس بیسمارک به مسیر خود ادامه داد، سه کشتی ویک واکر در سمت پورت بیسمارک مستقر شدند.
با وجود این‌که بیسمارک در درگیری صدمه دیده بود و مجبور شده بود سرعت کم کند اما هنوز قادر به رسیدن به ۲۷ تا ۲۸ گره دریایی بود که حداکثر سرعت اچ‌ام‌اس کینگ جورج تووی بود. اگر سرعت بیسمارک کم نمی‌شد بریتانیایی‌ها نمی‌توانستند مانع از رسیدنش به سن-نزر شوند. کمی قبل از ۱۶:۰۰ ۲۵ مه، تووی ناو هواپیمابر ویکتوریوس و چهار ناو سبک را آزاد کرد که در مسیری قرار گیرند که بتوانند بمب‌افکن‌های اژدرافکن خود را استفاده کند. در ۲۲:۰۰، ویکتوریوس عملیات ضربتی را با فرستادن مجموعه‌ای از شش جنگندهٔ فری فولمر و ۹ اژدرافکن فری سوردفیش آغاز کرد. هوانوردان بی‌تجربهٔ این گروه نزدیک بود که در هنگام نزدیک شدن به ناوگان آلمانی، به اشتباه به نورفک و شناور یواس‌سی‌جی‌سی مودوک حمله کنند، این اشتباه، خدمهٔ توپخانهٔ ضدهوایی بیسمارک را هشیار کرد. بیسمارک حتی از توپخانهٔ اصلی و ثانویهٔ خود با شلیک حداکثر برای ایجاد دیواری دفاعی در مسیر اژدرافکن‌های در حال نزدیک شدن استفاده کرد. با این حال هیچ‌یک از هواپیماها سرنگون نشدند. بیسمارک از ۸ مورد از ۹ اژدری که به سویش پرتاب شده بود جان به در برد. نهمین اژدر به میانهٔ کشتی و روی زره اصلی برخورد کرد و صدمهٔ جزئی ایجاد کرد. به علت شوک ناشی از موج برخورد یک نفر به سمت دیواری پرتاب و کشته شد، پنج نفر دیگر زخمی شدند.
شوک ناشی از انفجار اژدر صدمهٔ جزئی به تجهیزات الکترونیکی وارد کرد، با این حال سرعت بالا و مانورهای سنگین برای پرهیز از اژدرها صدمات جدی‌تری وارد کرد. تغییرات سریع سرعت و جهت، منجر به شل شدن تشک‌های برخورد شد و ورود آب ناشی از سوراخ جلویی افزایش یافت، در نهایت اتاق دیگ بخار کناری شماره دو تخلیه شد. از دست دادن دو دیگ بخار در سمت محور کناری و علاوه بر آن کاهش سطح سوخت و افزایش فرورفتگی جلویی کشتی منجر به کاهش سرعت به ۱۶ گره دریایی شد. غواصان تشک‌های برخوردی جلویی را تعمیر کردند و کشتی توانست سرعتش را به ۲۰ گره افزایش دهد. خدمهٔ فرماندهی به این نتیجه رسیده بودند که این می‌تواند بهترین سرعت برای سفر به فرانسهٔ اشغالی باشد.
کمی پس از خروج سوردفیش‌ها از صحنه، بیسمارک و پرنس آو ولز در یک دوئل توپخانه‌ای دیگر درگیر شدند. هر دو کشتی نتوانستند برخوردی را ثبت کنند. تیم کنترل صدمهٔ بیسمارک بلافاصله پس از این درگیری کوتاه به فعالیت ادامه دادند. آب دریا که اتاق دیگ بخار دو را پر کرده بود سیستم تغذیهٔ آب ژنراتور توربین ۴ را تهدید می‌کرد، این اجازهٔ ورود آب شور به توربین‌ها را می‌داد. آب شور می‌توانست تیغه‌های توربین‌ها را تخریب کند و این می‌توانست سرعت کشتی را دچار کاهش کند. تا صبح ۲۵ مه خطر رفع شده بود. کشتی به ۱۲ گره کاهش سرعت داد تا به غواصان اجازهٔ پمپاژ سوخت از مخازن جلویی به تانکرهای عقبی را بدهد، دو شلنگ متصل شد و مقادیر قابل توجهی سوخت با موفقیت منتقل شد.
درحالی‌که تعقیب به آب‌های آزاد می‌رسید، کشتی‌های ویک-واکر برای پرهیز از مواجهه با او-بوت‌های آلمانی که ممکن بود در منطقه باشند مجبور به حرکت زیگزاگ شدند. کشتی‌ها لازم بود برای ماندن در مسیر، ده دقیقه به سمت استاربورد و ده دقیقه به سمت پورت حرکت کنند. در آخرین دقایق چرخش به پورت بیسمارک از صفحهٔ رادار سوفک خارج شد. در ساعت ۳:۰۰ صبح ۲۵ مه لوجینز دستور افزایش سرعت کشتی به حداکثر که ۲۸ گره بود را صادر کرد. او سپس دستور داد کشتی حرکتی دایره‌وار به سمت غرب و سپس شمال انجام دهد. این مانور که هم‌زمان با دوره‌ای بود که کشتی از برد راداری خارج شده بود، بیسمارک موفق شد تماس راداری را بشکند و در پشت تعقیب‌کنندگانش قرارگیرد. کاپیتان سوفک تصور می‌کرد که بیسمارک به غرب رفته و سعی کرد با حرکت به غرب آن را پیدا کند. بعد از یک ساعت او به ویک‌واکر اطلاع داد، ویک‌واکر دستور داد که سه کشتی پراکنده شوند تا بتوانند در نور روز به جست‌وجوی دیداری کشتی بپردازند.
جست‌وجوی نیروی دریایی سلطنتی آشفته شد، چرا که کشتی‌های بریتانیایی دچار کمبود سوخت بودند. ویکتوریوس و ناوهای اسکورتش به غرب فرستاده شدند، کشتی‌های ویکی واکر یه سمت جنوب و غرب ادامهٔ مسیر دادند و تووی همچنان به سمت میان اطلس ادامه مسیر داد. نیروی اچ به مرکزیت ناوهواپیمابر آرک رویال که از جبل‌الطارق حرکت کرده بود هنوز یک روز فاصله داشت. لوجینز که از دررفتنش از تعقیب آگاه نبود پیغامی رادیویی به مقر دریایی غرب در پاریس مخابره کرد که سیگنالش توسط بریتانیایی‌ها ردیابی شد و از طریق آن گرای بیسمارک مشخص شد. با این‌حال این اطلاعات به اشتباه محاسبه شد و در نتیجه ناوگروه تووی جهت اشتباهی را برای هفت ساعت طی کردند. زمانی که اشتباه پیدا شد بیسمارک رفته بود. 

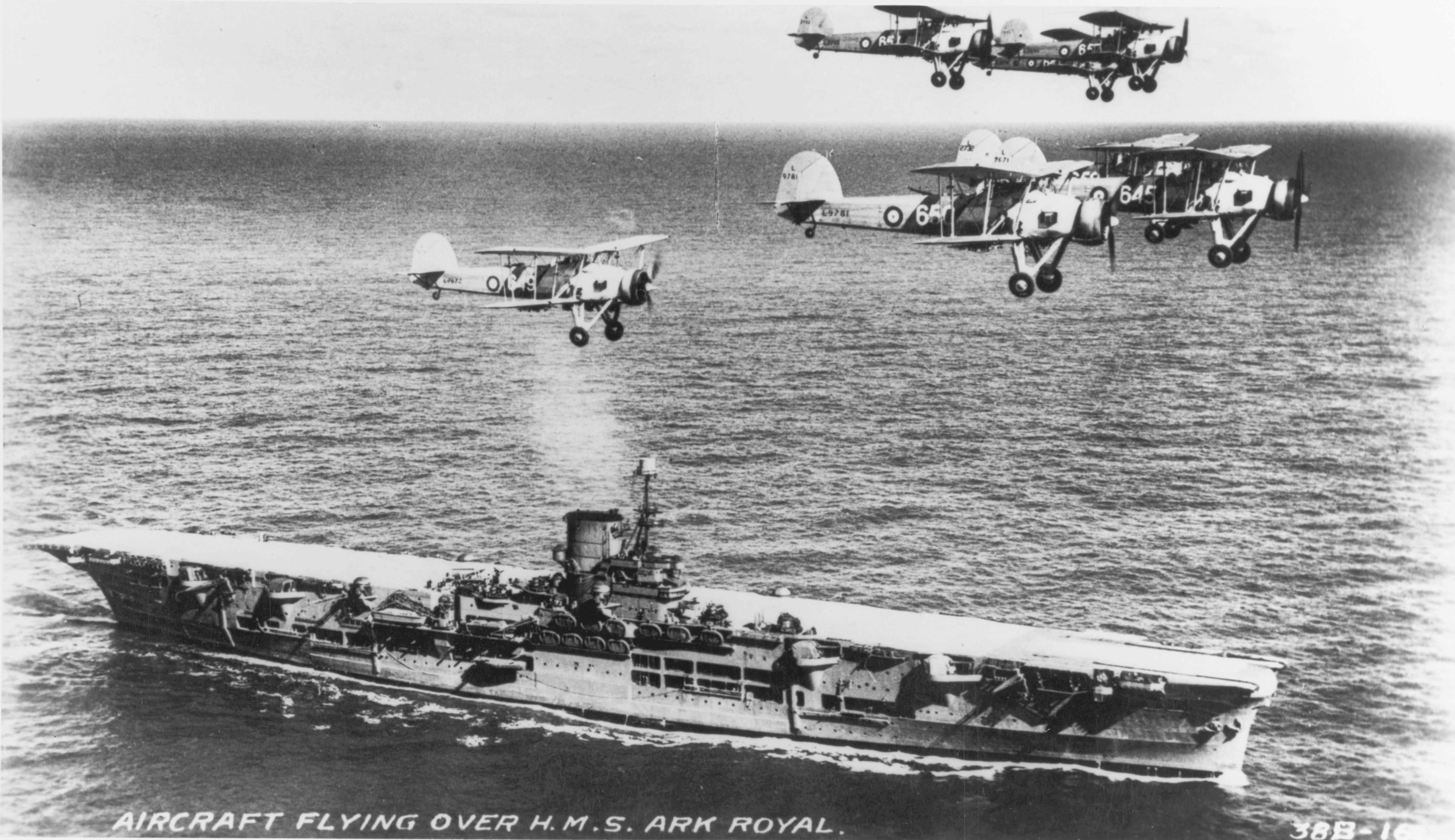
ناو هواپیمابر آرک رویال با گروهی از سوردفیش‌ها در پرواز بر فرازش

رمزشکن‌های بریتانیایی رمز سیگنال آلمانی را شکستند که شامل دستور به لوجینز برای حرکت به سمت برست بود. از آنجا که واحدهای لوفت‌وافه برای حمایت به برست تغییر مکان داده بودند، مقاومت فرانسه این اطلاعات را تأیید کرد. تووی اکنون می‌توانست نیروهای خود را به سمت فرانسه و مناطقی که احتمال عبور بیسمارک بود تغییر مسیر دهد. یک اسکادران از پی‌بی‌وای کاتالیناهای گارد ساحلی مستقر در ایرلند شمالی هم به جست‌وجو ملحق شدند و مسیر احتمالی بیسمارک به سمت فرانسهٔ اشغالی را پوشش دادند. در ۱۰:۳۰ روز ۲۶ مه یک خلبان کاتالینا به نام لئونارد بی اسمیت از نیروی دریایی آمریکا بیسمارک را در ۶۹۰ مایلی شمال غرب برست شناسایی کرد. با همین سرعت بیسمارک آن‌قدر نزدیک بود که در کمتر از یک روز به محافظت او-بوت‌ها و لوفت‌وافه برسد. هیچ نیروی بریتانیایی در نزدیکی نبود تا جلویش را بگیرد.
تنها امکان برای نیروی دریایی سلطنتی، آرک رویال با نیروی اچ به فرماندهی آدمیرال جیمز سامرویل بود. ویکتوریوس، پرنس ولز، سوفک و اچ‌ام‌اس ریپالس به علت کمبود سوخت مجبور به کناره‌گیری از جست‌وجو شدند. تنها کشتی‌های سنگین باقی‌مانده، کینگ جرج و رادنی بودند اما آن‌ها خیلی دور بودند. سوردفیش‌های آرک رویال از قبل در اطراف محل شناسایی کاتالینا در حال پرواز بودند. چندین اژدرافکن نبردناو را در ۶۰ مایلی آرک رویال شناسایی کردند. سامرویل بلافاصله بعد بازگشت سوردفیش‌ها و تجهیزشان با اژدر دستور حمله صادر کرد. او از رزمناو اچ‌ام‌اس شفیلد جدا شد تا بیسمارک را در نظر بگیرد، هوانوردان آرک رویال از این باخبر نشدند. در نتیجه سوردفیشی که با اژدرهای مجهز به چاشنی‌های جدید مغناطیسی مسلح شده بود به اشتباه به شفیلد حمله کرد. چاشنی‌های مغناطیسی عمل نکردند و شفیلد صدمه ندیده و جان به در برد.

یک سوردفیش از آرک رویال بعد از حملهٔ پرتاب اژدر به بیسمارک

پس از بازگشت به آرک رویال سوردفیش‌ها با اژدرهای مجهز به چاشنی‌های تماسی مسلح شدند. حملهٔ دوم از ۱۵ هواپیما تشکیل شده بود و در ساعت ۱۹:۱۰ آغاز شد. در ۲۰:۴۷ شیرجهٔ تهاجمی خود از میان ابرها را آغاز کردند. درحالی‌که سوردفیش‌ها به بیسمارک نزدیک می‌شدند، بیسمارک با توپخانهٔ اصلی‌اش به سمت شفیلد آتش گشود، دومین آتش‌بارش شفیلد را دربرگرفت. ترکش‌های توپ روی شفیلد فرود آمد و دو نفر را کشت و چندین نفر را زخمی‌کرد. شفیلد زیر پوشش استتار دود به سرعت عقب‌نشینی کرد.
سوردفیش‌ها سپس به بیسمارک حمله کردند، بیسمارک درحالی‌که توپخانهٔ ضدهوایی‌اش سعی بر نابودی بمب‌افکن‌های مهاجم را داشتند چرخش شدیدی انجام داد. او توانست بیشتر اژدرها را رد کند اما دو تا از آن‌ها به هدف اصابت کردند. یکی در میانه در سمت پورت و درگیری درست زیر لبهٔ پایینی کمربند زرهی کشتی. نیروی انفجار تا حدودی توسط سیستم حفاظتی زیر آب و کمربند زرهی گرفته شد، اما مقداری صدمات ساختاری وارد شد، که اجازهٔ ورود مقدار کمی آب به کشتی را داد.
در حملهٔ اژدری دوم عقب کشتی در سمت پورت و نزدیک محور سکان، مورد اصابت قرار گرفت. کوپلینگ سکان پشتی به سختی صدمه دیده بود و امکان غیرفعال کردن سکان که در جهت چرخش ۱۲ درجه به پورت قفل شده بود نبود. انفجار همچنین آسیب قابل توجهی ناشی از شوک به بار آورده بود. خدمه بارها سعی کردند که کنترل جهت‌دهی را به دست گیرند و در نهایت موفق شدند سکان استاربورد را تعمیر کنند اما سمت پورت همچنان گیر کرده بود. پیشنهاد تخریب سکان با مواد منفجره با مخالفت لوجینز مواجه شد چرا که آسیب ناشی از انفجار می‌توانست به پروانه‌ها صدمه بزند و حرکت کشتی را مختل کند. در ۲۱:۱۵ لوجینز گزارش داد که کشتی قابل مانور دادن نیست.

#### غرق شدن
با گیر کردن سکان پورت، بیسمارک در یک مسیر دایره‌ای بزرگ در حال حرکت بود و نمی‌توانست از نیروهای تووی بگریزد. با این‌که کمبود سوخت، ناوگان در اختیار بریتانیایی‌ها را کوچک‌تر کرده بود. نبردناوهای کینگ جورج پنجم و رادنی و در کنارشان رزمناوهای سنگین دورستشایر و نورفک، همچنان در دسترس بودند. لوجینز در ۲۱:۴۰ به مرکز فرماندهی پیغام داد: «کشتی غیرقابل مانور. ما تا آخرین گلوله خواهیم جنگید. پاینده باد پیشوا.» روحیهٔ خدمه هر لحظه کاهش می‌یافت، به خصوص وقتی که پاسخ از فرماندهی دریایی به کشتی رسید. درحالی‌که قصد داشت روحیه را تقویت کند تنها وضعیت وخیم فعلی را روشن‌تر می‌کرد. در شروع تاریکی بیسمارک روی شفیلد آتش گشود که شفیلد به سرعت فرار کرد و در دید کم تماس را از دست داد. گروه پنج ناوشکن کاپیتان فیلیپ ویان وظیفه داشتند در طول شب تماس با بیسمارک را حفظ کنند.
در ساعت ۲۲:۳۸ کشتی‌ها با بیسمارک درگیر شدند، نبردناو به سرعت پاسخشان را با توپخانهٔ اصلی داد. پس از شلیک سه آتشبار توانست ناوشکن پیوران واحد نظامی لهستان در غرب را در میان بگیرد. ناوشکن فاصله‌اش را نزدیک کرد تا این‌که پس از یک برخورد نزدیک در فاصلهٔ ۱۲۰۰۰ متری مجبور شد جهتش را عوض کند و دور شود. در طول شب و تا صبح ناوشکن‌های ویان مرتباً به بیسمارک نزدیک می‌شدند و با منور آن را آشکار کرده و چند دوجین اژدر به سویش پرتاب کردند که هیچ‌یک به آن برخورد نکردند. میان ۵:۰۰ تا ۶:۰۰ خدمهٔ بیسمارک تلاش کردند هواپیمای آرادو آر ۱۹۶ کشتی را برای حمل روزنگار جنگی کشتی و فیلم‌های درگیری با هود و سایر مدارک مهم روانه کنند. سومین گلولهٔ پرنس آو ولز به خط بخار پرتابگر هواپیما صدمه رسانده بود و آن را بی‌استفاده کرده بود. خدمه که نتوانستند به این صورت هواپیما را پرتاب کنند به سادگی آن را روی عرشه هل دادند.

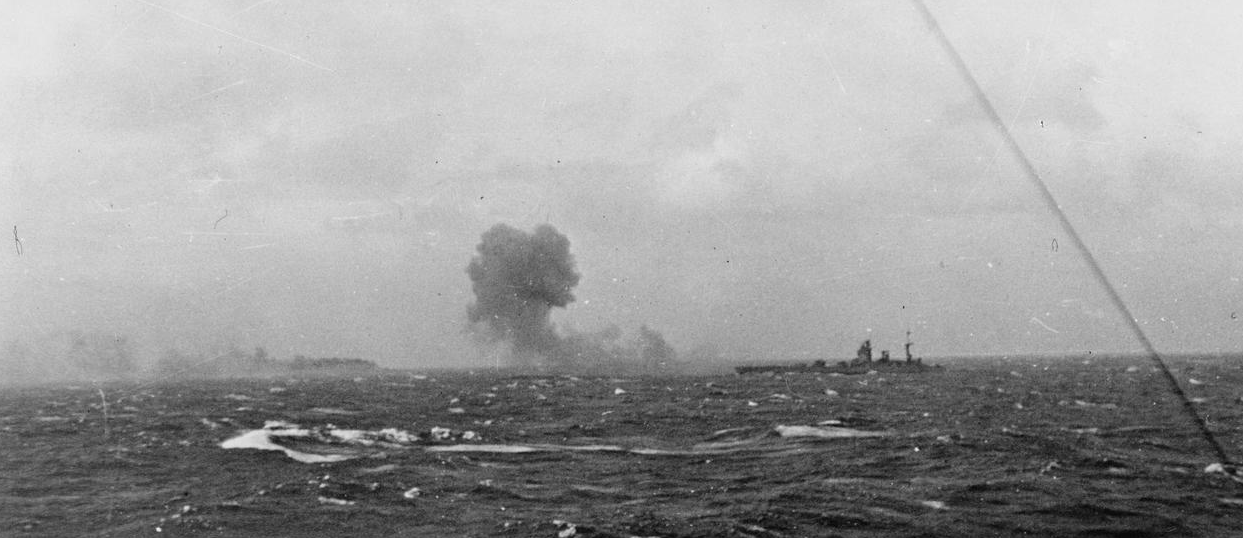
رادنی در حال شلیک به بیسمارک

پس از شروع روز ۲۷ مه کینگ جورج پنجم حمله را رهبری کرد. رادنی در پی آن در سمت پورت حرکت می‌کرد، تووی قصد داشت مستقیماً به سمت بیسمارک حرکت کند تا به فاصلهٔ ۸ مایلی برسد. در آن نقطه به سمت جنوب می‌چرخید تا کشتی‌هایش را در موازات بیسمارک قرار دهد. در ۰۸:۴۳ دیده‌بان‌های کینگ جورج پنجم بیسمارک را در ۲۳۰۰۰ متری ردیابی کردند. چهار دقیقه بعد دو توپخانهٔ جلویی رادنی، در مجموع شش توپ ۱۶ اینچی آتش گشودند، سپس توپ‌های ۱۴ اینچی کینگ جرج پنجم شروع به شلیک کردند. بیسمارک در ۸:۵۰ با شلیک توپ‌های جلویی خود، حمله را پاسخ داد و دومین آتشبار رادنی را دربرگرفت.
با کاهش فاصله، توپخانهٔ دوم کشتی‌ها هم به نبرد پیوستند. نورفک و دورستشایر نزدیک شدند و توپ‌های ۸ اینچی خود را شلیک کردند. در ۰۹:۰۲ یک گلولهٔ ۱۶ اینچی از رادنی به روبنای (Superstructure) جلویی بیسمارک برخورد کرد، چندصد نفر را کشت و به توپ‌های جلویی آسیب جدی وارد کرد. طبق گفته‌های بازماندگان، این برخورد احتمالاً لیندمن و لوجینز و باقی خدمهٔ پل فرماندهی را کشت. توپخانهٔ اصلی در این لحظه از کار افتاده بود، با این حال در ۰۹:۲۷ توانست آخرین آتشبار خود را انجام دهد. یکی از گلوله‌های بیسمارک در ۲۰ فوتی دماغهٔ جلویی رادنی فرود آمد و تیوب‌های اژدر استاربوردش را از کار انداخت. این نزدیک‌ترین برخوردی بود که بیسمارک توانست به رقبایش بزند. ایستگاه اصلی کنترل توپ‌ها به سرعت تخریب شد، ستوان فون مولن‌هایم در کنترل عقبی کنترل آتش توپخانهٔ عقب را در اختیار گرفت. او توانست سه آتشبار انجام دهد تا این‌که برخورد یک گلوله دایرکتور توپ و ابزارآلاتش را تخریب کرد. او دستور شلیک مستقل توپ‌های فعال باقی‌مانده را داد، اما در ۰۹:۳۱ همگی چهار توپخانهٔ اصلی خنثی شده بودند.
در ساعت ۱۰:۰۰ دو نبردناو تووی بیش از ۷۰۰ آتشبار اصلی شلیک کرده بودند، خیلی از آن‌ها از فاصلهٔ خیلی نزدیک بودند، بیسمارک که به ویرانه‌ای تبدیل شده بود از دماغه تا انتها در آتش می‌سوخت. بیسمارک دچار فرورفتگی ۲۰ درجه به سمت پورت شده بود و پشتش در آب فرورفته بود. رادنی به فاصلهٔ ۲۷۰۰ متری و برد نقطه خالی برای توپ‌هایش نزدیک شد و به کوبیدن بدنهٔ آسیب‌دیدهٔ کشتی ادامه داد. تووی نمی‌توانست اعلام آتش‌بس کند مگر این‌که آلمانی‌ها تغییر پرچم دهند یا آشکار شود که در حال ترک کشتی هستند.  رادنی دو اژدر از لولهٔ سمت پورت خود شلیک کرد و یک برخورد گزارش شد. بر پایهٔ ادعای لودویک کندی این ادعا "اگر درست باشد تنها مورد در تاریخ است که یک نبردناو، نبردناوی دیگر را با اژدر هدف قرار داده‌است".

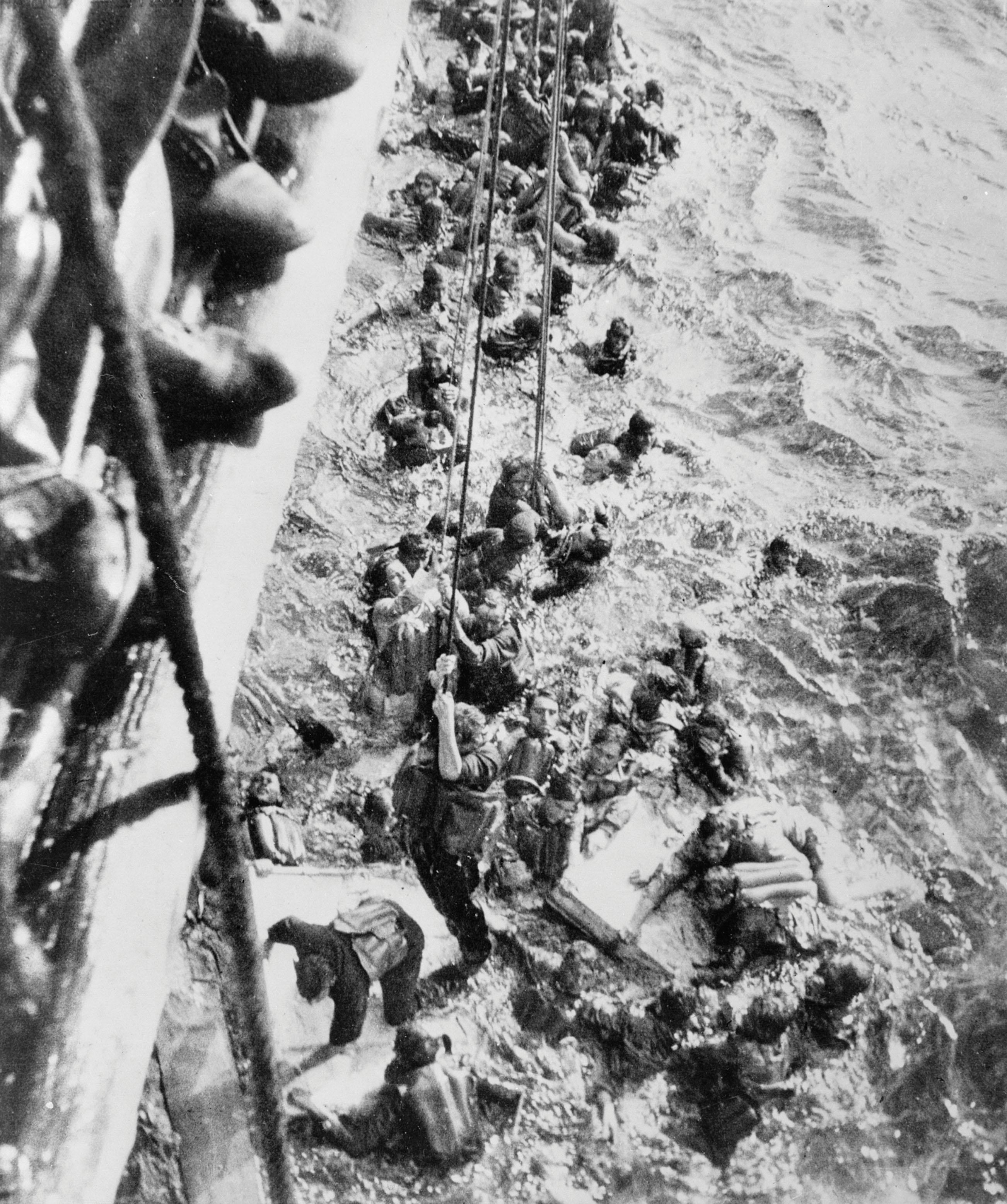
اچ‌ام‌اس دورستشایر در حال از آب گرفتن بازماندگان

افسر یکم هانس اولز به تمامی خدمهٔ مستقر در عرشهٔ پایینی دستور ترک کشتی را داد. او به خدمهٔ موتورخانه دستور باز کردن درهای ضدآب کشتی و آماده کردن مواد انفجاری عقب‌نشینی شوند. گرهارد یوناک، افسر سرمهندس به نفراتش دستور داد خرج تخریبی را با فیوز ۹ دقیقه‌ای تنظیم کنند، اما از آنجا که سیستم ارتباط داخلی خراب شده بود پیغامبری را برای تأیید دستور غرق کشتی فرستاد. پیغامبر هیچ‌گاه بازنگشت و یوناک خرج را روشن کرد و به خدمه‌اش دستور ترک کشتی را داد. یوناک و همراهانش درحالی‌که در راه بالا رفتن از طبقات مختلف بودند صدای انفجار خرج را شنیدند. در همان زمان اوئلز با شتاب در حال حرکت در کشتی و دستور به خدمه برای ترک پست‌هایشان بود. پس از رسیدن به عرشه، انفجار بزرگی او و حدود صد نفر دیگر را به کشتن داد.
چهار کشتی انگلیسی در مجموع ۲۸۰۰ گلوله به بیسمارک شلیک و ۴۰۰ برخورد به ثبت رساندند ولی همچنین در غرق کردن بیسمارک با توپ ناتوان ماندند. در حدود ۱۰:۲۰، درحالی‌که دچار کمبود سوخت بودند تووی به رزمناو دورستشایر دستور غرق بیسمارک با اژدر را داد و نبردناوهایش را به پشت در سمت پورت فرستاد. دورستشایر چهار جفت اژدر به سمت استاربورد بیسمارک شلیک کرد؛ که یکی از آن‌ها برخورد کرد. دورستشایر سپس به سمت پورت چرخید و اژدر دیگری شلیک کرد که برخورد کرد. زمانی‌که این حملهٔ اژدری به وقوع می‌پیوست کشتی از قبل در حال فرورفتن در آب بود، به‌طوری‌که بخشی از عرشه زیر آب رفته بود.  به‌نظر می‌رسد که آخرین اژدر ممکن است روی ابرساختار سمت پورت بیسمارک منفجر شده باشد، که در آن زمان زیر آب بود. حدود ۱۰:۳۵، بیسمارک به پورت مایل شده و به آرامی از عقب شروع به غرق شدن کرد و در ۱۰:۴۰ از سطح ناپیدا شد. بعضی از بازماندگان گزارش دادند که کاپیتان لیندمن را ایستاده به حالت خبردار در دماغهٔ کشتی در هنگام غرق شدن مشاهده کرده‌اند. یوناک که در هنگام واژگون شدن کشتی را ترک کرد مشاهده کرد که سمت استاربورد زیر آب کشتی هیچ صدمه‌ای نخورده‌است. فون مولن‌هایم-رچبرگ هم چنین ارزیابی را گزارش داد ولی احتمال داد که سمت پورت کشتی که در آن موقع زیر آب بود صدمهٔ قابل توجهی خورده باشد. حدود ۴۰۰ مرد اکنون در آب بودند. دورستشایر و ناوشکن اچ‌ام‌اس مائوری وارد شدند و برای بالا کشیدن بازماندگان طناب‌هایشان را پایین بردند. در ۱۱:۴۰ کاپیتان دورستشایر دستور خاتمهٔ عملیات نجات را پس از مشاهدهٔ چیزی که تصور می‌شد یک او-بوت باشد صادر کرد. دورستشایر ۸۶ نفر و مائوری ۲۵ نفر را تا آن زمان که صحنه را ترک کردند نجات داده بودند. یک او-بوت کمی بعد به بازماندگان رسید و سه نفر را پیدا کرد. یک کرجی آلمانی دو نفر دیگر را نجات داد. یکی از افرادی که توسط انگلیسی‌ها نجات داده شده بود در اثر زخم‌هایش روز بعد مرد. از خدمهٔ ۲۲۰۰ نفری بیسمارک فقط ۱۱۴ نفر زنده ماندند.
بیسمارک در ورماخبریچ (گزارش نیروهای مسلح آلمان) سه بار در عملیات راینوبونگ یاد شد. اولین موردی از نبرد تنگهٔ دانمارک بود، دومین بار خلاصه‌ای از تخریب کشتی بود، و سومین بار ادعای اغراق شده‌ای بود که بیسمارک یک ناوشکن انگلیسی را غرق کرده و پنج هواپیما را سرنگون کرده‌است. در ۱۹۵۹، سی‌اس فارستر رمانش به نام آخرین نه روز بیسمارک را منتشر کرد. این کتاب توسط فیلم سینمایی بیسمارک را غرق کنید! که یک سال بعد منتشر شد اقتباس شد. جهت افزودن جلوه‌های دراماتیک، فیلم بیسمارک را در حال غرق کردن یک ناوشکن و دو هواپیما نشان می‌دهد، اتفاقی که هیچگاه به وقوع نپیوسته بود. در همان سال جانی هورتون آهنگ بیسمارک را غرق کنید را منتشر کرد.